# تعلم تدريجي
التعلم التدريجي في علم الحاسوب هو أسلوب تعلم آلة حيث تُستخدم المُعطيات المدخلة باستمرار لتوسيع معرفة النموذج الحالي، أي لمواصلة تدريب النموذج. وهو يمثل أسلوبًا حيًّا للتعلم المراقب والتعلم غير المراقب والذي يمكن تطبيقه عندما تصبح معطيات التدريب متاحة تدريجيًا بمرور الوقت أو عندما يكون حجمها خارج حدود ذاكرة النظام. تُعرف الخوارزميات التي يمكنها تسهيل التعلم التدريجي باسم خوارزميات تعلم الآلة التدريجي.